# Jah Wobble

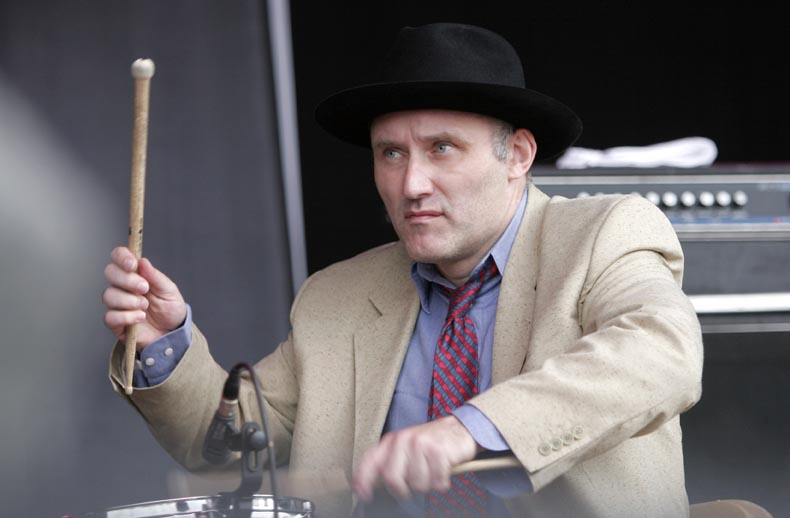
Jah Wobble (2005)

Jah Wobble (* 11. August 1958 in London, bürgerlicher Name John Joseph Wardle) ist ein britischer Musiker, Musikproduzent und Inhaber des Schallplattenlabels 30 Hertz Records.

## Leben und Werk
Jah Wobble wuchs in Whitechapel in Londons East End auf, wo er während seiner Zeit an Londons Kingsway College unter anderem auf Sid Vicious und seinen späteren Bandkollegen John Lydon stieß. Nachdem Lydon die Sex Pistols 1978 verlassen hatte, rekrutierte er Wobble für seine neugegründete Post-Punk-Band Public Image Ltd (PiL), in der Wobble von Mai 1978 bis Juli 1980 Mitglied war. Als Bassist prägte er mit seinen einprägsamen tiefen Bassläufen, die von Reggae und Dub inspiriert waren, den damaligen Sound der Band. Die Herkunft seines Künstlernamens ist etwas ungewiss; nach einer häufig genannten Geschichte bekam er diesen Namen von seinem damaligen engen Freund Sid Vicious, dessen betrunkenes Genuschel von Wobbles bürgerlichem Namen, John Wardle, diesen wie Jah Wobble klingen ließ. Andere Deutungen stellen einen Bezug zwischen seinem Namen und seiner Faszination mit den wobbly Basslinien des Reggae her.
Nach seinem Abschied von PiL begann er eine mehrjährige Kollaboration mit den Musikern Holger Czukay und Jaki Liebezeit der deutschen Band Can, die zu einer Reihe von einflussreichen Veröffentlichungen führte: Wobble war als Gastmusiker auf Czukays On the Way to the Peak of Normal (1981) als auch auf Rome Remains Rome (1987) tätig und veröffentlichte mit Czukay und Liebezeit das Album Full Circle (1984). 1983 erschien er zusammen mit Czukay, Liebezeit und U2s The Edge auf dem kommerziell relativ erfolgreichen Minialbum Snake Charmer, aber aufgrund von Alkoholabhängigkeit und desillusioniert von der zunehmenden Kommerzialisierung der Musikindustrie geriet Wobble künstlerisch zunehmend ins Abseits. Dies führte zu einer zeitweiligen Abwesenheit von der Musikszene, während der er sich unter anderem als Fahrer in der Londoner U-Bahn und als Minicabfahrer verdingte.
Nach erfolgreichem Alkoholentzug und einem wiedergewonnenen Standbein in der Musikindustrie kehrte Jah Wobble 1989 mit seiner Band The Invaders Of The Heart ins Musikgeschäft zurück. Er verband nun Weltmusik und Dub mit Popelementen und hatte damit von 1990 bis 1994 in Großbritannien auch kommerziellen Erfolg. In dieser Periode arbeitete er mit zahllosen Künstlern und Bands zusammen, dabei waren Sinéad O’Connor, Bill Laswell, Peter Gabriel, The Orb, Evan Parker, Molam Lao und viele andere.
Am 3. Dezember 1996 gründete er offiziell sein eigenes Plattenlabel 30 Hertz Records, auf dem er seither seine vielfältigen Projekte veröffentlicht. 2002 schrieb er den Soundtrack zu dem französischen Film Fureur.
Er wirkte als Musiker und Mitautor des Liedes Jijy an den Aufnahmen des Weltmusik-Kompilations-Albums mit dem Namen Big Blue Ball von Peter Gabriel und Karl Wallinger mit, das in den Sommern der Jahre 1991, 1992 und 1995 in den Real World Studios aufgenommen wurde und 2008 erschien.
Seit 2015 ist 30 Hertz Records Teil der Cherry Red Records Limited.
Jah Wobble ist in zweiter Ehe mit der chinesischen Harfenspielerin Zi Lan Liao verheiratet, hat zwei Söhne (und zwei Töchter aus erster Ehe, eine davon die Schauspielerin Hayley Angel Wardle) und schloss im Jahre 2000 erfolgreich ein Studium der Geisteswissenschaften ab. Neben seiner Karriere als Musiker ist Wobble auch als Buchkritiker für die britische Zeitung The Independent tätig.
Seine Autobiografie Memoirs of a Geezer: The Autobiography of Jah Wobble — Music, Mayhem, Life erschien im September 2009.
Zum Ausstieg Großbritanniens aus der EU veröffentlichte Wobble mit A Very British Coup gemeinsam mit ehemaligen PiL-Bandkollegen und Mark Stewart von The Pop Group eine Protest-Single, die der Online-Radiosender ByteFM eine „tieffrequente Anklage der Zustände“ nannte.

## Diskografie
Solowerke und als Mitglied von Public Image Ltd (PiL)
- First Issue (mit PiL) (1978)
- Steel Leg V. the Electric Dread
- Metal Box / Second Edition (mit PiL) (1979)
- Paris au Printemps / Paris in the Spring (mit PiL) (1980)
- The Legend Lives on… Jah Wobble in Betrayal (1980)
- V.I.E.P. (1980)
- Bedroom Album (1983)
- Snake Charmer (mit Holger Czukay, Jaki Liebezeit und The Edge) (1983)
- Neon Moon (1985)
- Tradewinds (1986)
- Psalms (1987)
- Without Judgement (1989)
- Rising Above Bedlam (1991)
- Take Me to God (1993)
- Spinner (mit Brian Eno) (1995)
- Heaven and Earth (1995)
- The Inspiration of William Blake (1996)
- The Celtic Poets (mit Ronnie Drew) (1997)
- Requiem (1997)
- The Light Programme (1998)
- Umbra Sumus (1998)
- The Five Tone Dragon — Jah Wobble presents Zi Lan Liao (1998)
- Deep Space (1999)
- Full Moon Over the Shopping Mall (2000)
- Beach Fervour Spare (2000)
- 30 Hertz – A Collection of Diverse Works From A Creative Genius (2000)
- Molam Dub (mit Molam Lao) (2001)
- Passage to Hades (mit Evan Parker) (2001)
- Radioaxiom (mit Bill Laswell) (2001)
- Deep Space: Largely Live in Hartlepool & Manchester (2002)
- Shout at the Devil (mit Temple of Sound) (2002)
- Solaris: Live in Concert (2002)
- Fly (2003)
- Five Beat (2004)
- I Could Have Been a Contender (Anthologie) (2004)
- Elevator Music V.1A (2004)
- Car Ad Music (2004)
- Mu (2005)
- Alpha-One-Three (2006)
- Jah Wobble & The English Roots Band (2006)
- Heart and Soul (2007)
- Chinese Dub (2008)
- Japanese Dub (2010)
- Welcome to my World (2010)
- 7 (2011)
- Psychic Life (mit Julie Campbell) (2011)
- Yin & Yang (mit Keith Levene) (2012)
- Anomic (mit Marconi Union) (2013)

Hitsingles (britische Musikcharts)
- Public Image Ltd – Public image (1978) no. 9
- Public Image Ltd – Death disco (1979) no. 20
- The Orb (feat. Jah Wobble) – Blue room (1992) no. 8
- Jah Wobble + The Invaders Of The Heart – Visions of you (1992) no. 35
- Björk (feat. Jah Wobble) – Play dead (1993) no. 12
- Jah Wobble + The Invaders Of The Heart – Becoming more like God (1994) no. 36